# Babice (Oświęcim)
Babice (deutsch Babitz) ist eine Ortschaft mit einem Schulzenamt der Landgemeinde Oświęcim im Powiat Oświęcimski der Woiwodschaft Kleinpolen in Polen.

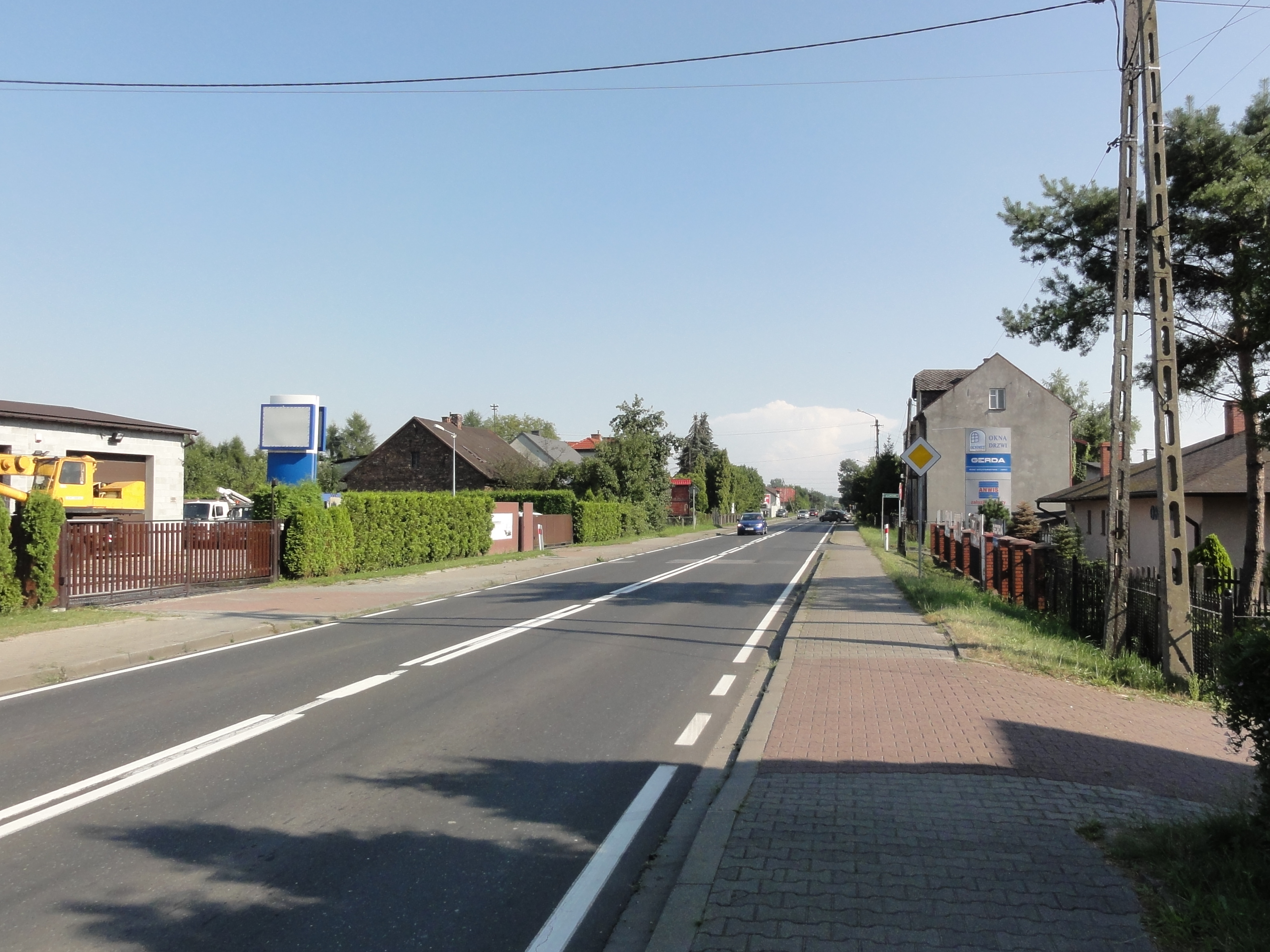
DK44 in Babice

## Geographie
Babice liegt im Auschwitzer Becken (Kotlina Oświęcimska), zwischen der Weichsel und Soła. Durch Babice verläuft die Staatsstraße DK 44, die Gliwice über Oświęcim mit Kraków verbindet.
Nachbarorte sind die Stadt Bieruń im Norden, Broszkowice im Nordosten, die Stadt Oświęcim im Südosten, Brzezinka im Südwesten.

## Geschichte
Der Ort wurde 1314 erstmals urkundlich als Babice erwähnt. Seit 1315 gehörte es zum Herzogtum Auschwitz, dies bestand in der Zeit des polnischen Partikularismus. Seit 1327 bestand die Lehnsherrschaft des Königreichs Böhmen. Im Jahre 1457 wurde das Herzogtum mit dem Dorf Babicze vom polnischen König abgekauft.
1564 wurde Babice als Teil des neuen Kreises Schlesien der Woiwodschaft Krakau an das Königreich Polen, ab 1569 die polnisch-litauische Adelsrepublik, völlig inkorporiert.
Bei der Ersten Teilung Polens kam Babice 1772 zum neuen Königreich Galizien und Lodomerien des habsburgischen Kaiserreichs (ab 1804). Ab 1782 gehörte das Dorf zum Myslenicer Kreis (1819 mit dem Sitz in Wadowice). Nach der Aufhebung der Patrimonialherrschaften bildete es eine Gemeinde im Bezirk Biała, später im Bezirk Oświęcim.
1918, nach dem Ende des Ersten Weltkriegs und dem Zusammenbruch der k.u.k. Monarchie, kam Babice zu Polen. Unterbrochen wurde dies nur durch die Besetzung Polens durch die Wehrmacht im Zweiten Weltkrieg. Das KZ-Außenlager Babitz existierte dort vom 1. März 1943 bis 18. Januar 1945.
Von 1975 bis 1998 gehörte Babice zur Woiwodschaft Bielsko-Biała.